# Globe Life Park
Il Globe Life Park è uno stadio di baseball situato ad Arlington nello stato del Texas negli Stati Uniti. Ospitava le partite casalinghe dei Texas Rangers, squadra di baseball che milita nella Major League Baseball (MLB) quando la squadra lasciò lo stadio per il Globe Life Field. Fu costruito in sostituzione del vicino Arlington Stadium e inaugurato nell'aprile del 1994 come The Ballpark in Arlington.
A partire dal 2020, lo stadio ristrutturato è la sede degli Arlington Renegades (col nome di Dallas Renegades nella stagione 2020) della XFL e del North Texas SC della USL League One, squadra affiliata al FC Dallas della Major League Soccer. Dal 2021 si è aggiunto la neonata franchigia della Major League Rugby dei Dallas Jackals.

## Collegamenti esterni

Una panoramica del Globe Life Park di Arlington scattata l'11 maggio 2016

## Posti a sedere
| Anni      | Capienza |
| --------- | -------- |
| 1994–1995 | 49.292   |
| 1996      | 49.178   |
| 1997–1999 | 49.166   |
| 2000–2005 | 49.115   |
| 2006–2008 | 48.911   |
| 2009–2011 | 49.170   |
| 2012      | 48.194   |
| 2013–2019 | 48.114   |

## Dimensioni
| Dimensione             | Distanza |
| ---------------------- | -------- |
| Lato sinistro          | 101 m    |
| Lato centrale sinistro | 120 m    |
| Lato centrale          | 120 m    |
| Lato centrale destro   | 115 m    |
| Lato destro            | 99 m     |